# Туйник ніжненький
Туйник ніжненький (Thuidium delicatulum) — вид мохів порядку гіпнобрієвих (Hypnales).

## Поширення
Ареал охоплює такі частини світу: Європа, Північна Америка, Південна Америка, Азія.

## Характеристика

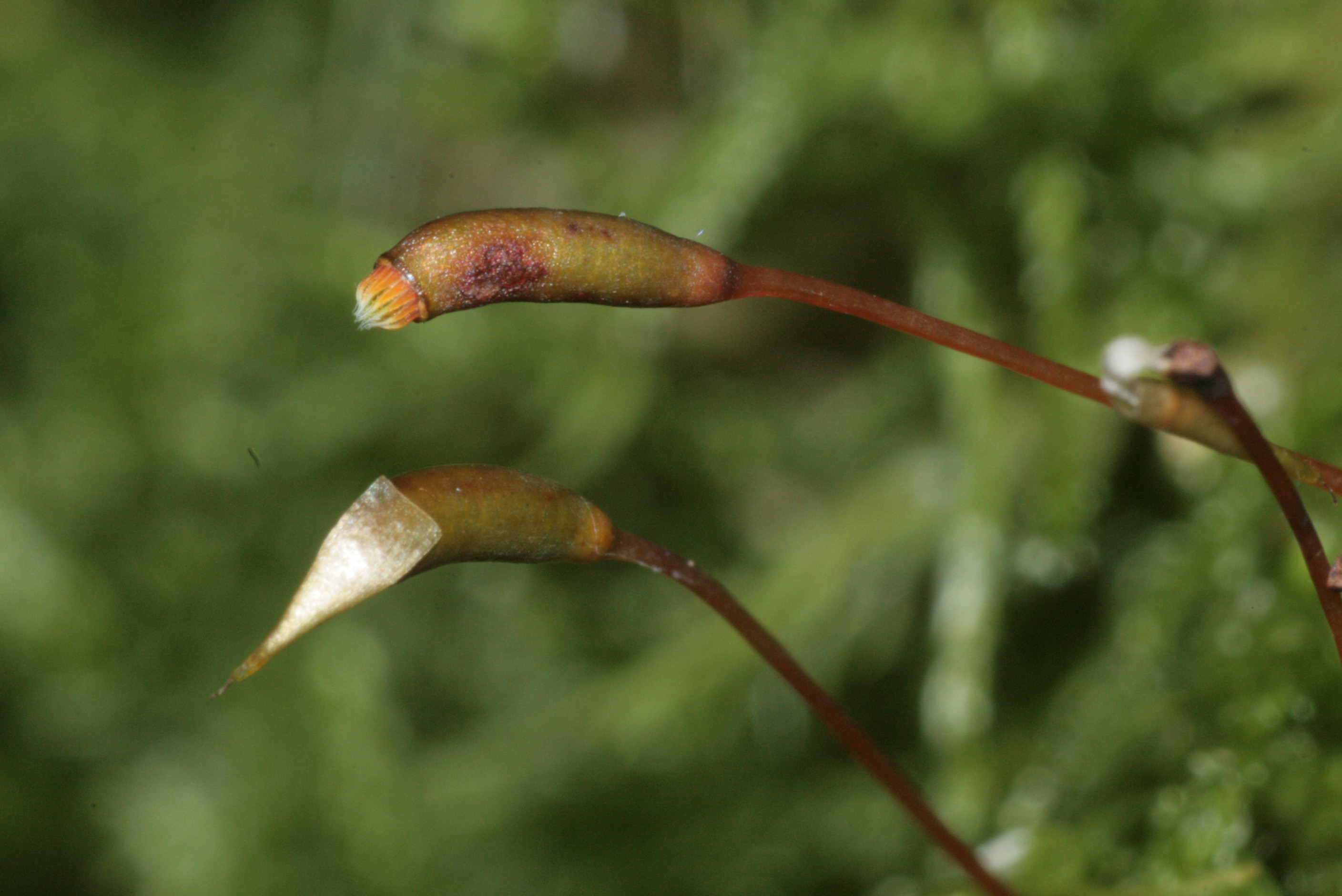

Рослини зелені або жовтувато-коричневі. Стебла 3–8 см, 2- або 3-перисторозсічені. Стеблові листки прямі, в сухому стані притиснуті, у вологому — випростані, розпростерті, трикутно-яйцеподібні, не складчасті, 0.6–1.5 мм; краї закручені на всьому протязі, папілозно-пилчасті; верхівка загострена. Первинні гілки до 0.5 мм. Другорядні листки 0.3 мм; верхівка гостра. Коробочкові ніжки 1.5–4.5 см. Коробочка 1.8–4 мм. Спори 12–24 мкм, гладкі.